# Darayim (huyện)
Darayim là một huyện thuộc tỉnh Badakhshan, Afghanistan. Dân số thời điểm năm 1999 là 66100 người.